# Eunephrops
Eunephrops is een geslacht van kreeftachtigen uit de klasse van de Malacostraca (hogere kreeftachtigen).

## Soorten
- Eunephrops bairdii Smith, 1885
- Eunephrops cadenasi Chace, 1939
- Eunephrops luckhursti Manning, 1997
- Eunephrops manningi Holthuis, 1974